# Qasim ibn Muhammad
|  | Maskinoversættelse og/eller tvivlsomt indhold Denne sides indhold bærer præg af at være en maskinoversættelse og/eller meget dårligt og uklart formuleret. Det vurderes at sproget er så dårligt og eventuelt forkert eller til at misforstå, at det bør omskrives eller oversættes på ny. Du kan hjælpe med at oversætte til korrekt dansk i denne og lignende artikler. Hvis dette ikke sker inden for kort tid, kan en sletning komme på tale. Se evt. denne sides diskussionsside eller i artikelhistorikken. |

Qasim ibn Muhammad (arabisk: قاسم بن محمد) var søn af den islamiske profet Muhammad. Han blev født til Muhammads første kone, Khadija efter hun gav fødsel til hans førstefødte datter Zainab.
Han blev født i 598 og døde før hans to års fødselsdag (600 eller 601). Han på begravet på Jannatul Mualla Kirkegården i Mekka, Saudi-Arabien.